# Kholat
Kholat (укр. Холат) — відеогра 2015 року в жанрі survival horror, що розроблена польською студією IMGN.PRO, в якій гравець керує персонажем, що відстежує сліди групи з дев'яти російських студентів, що безвісти зникли в лютому 1959 року на горі Холатчахль. Сюжет гри заснований на інциденті на перевалі Дятлова, реальній події, в якій брали участь десять російських студентів, дев'ятеро з яких зникли безвісти та знайдені мертвими протягом чотирьох місяців. Холатчахль — мансійське слово, що означає «мертва гора».
Відеогра вийшла в Steam 9 червня 2015 року, а на Nintendo Switch 14 травня 2020 року. В Японії гра вийшла 17 вересня 2020 року через Phoenixx.

## Огляди
- Kholat отримала від критиків змішані й позитивні відгуки.
- Сайт GameRankings дає середню оцінку 64,29% на основі 21 рецензії[8], тоді як Metacritic дає середню оцінку 64 зі 100 на основі 38 рецензій, що означає змішані або середні відгуки[9].
- Португальський сайт ComboCaster високо оцінив атмосферу гри, але зазначив, що технічні проблеми заважають їй бути дуже захоплюючою[10].
- United Ukraine, куратор у Steam, зазначили, що «заворожуюча атмосфера це те, що потрібно файному інді-хоррору», однак додали, що «страшних моментів не багато»[5].